# يان شوبارت
يان شوبارت (بالهولندية: Jan Schubart)‏ (26 فبراير 1924 – 2010) هو ملاكم هولندي راحل، مثّل بلاده في الألعاب الأولمبية الصيفية 1948.

## روابط خارجية
يان شوبارت على موقع أوليمبيديا (الإنجليزية)